# 1983년
1983년은 토요일로 시작하는 평년이다.

## 사건
- 1월 11일 - 나카소네 야스히로, 일본의 현직 총리로서는 처음으로 대한민국을 공식 방문해 전두환 대통령과 정상회담을 가짐, 총 40억달러의 경제협력 지원에 합의.
- 1월 14일 - 청량리 가스 폭발 사고 발생.
- 2월 25일 - 리웅평(이웅평)이 대한민국으로 귀순하다.
- 5월 5일 - 중화인민공화국의 민항기가 6명의 납치범에 의해 공중 납치되어 당시 적성국이던 대한민국 춘천시 공군비행장에 불시착하다.
- 6월 30일 - KBS 1TV, 이산가족 찾기 방송 시작. (~11월 14일)
- 8월 5일 - 중국 여객기, 한국비행정보구역 첫 통과.
- 8월 6일 - 여의도에 6.25 이산가족 상봉을 위한 '만남의 광장' 개설.
- 8월 7일 - 중국 인민해방군 공군 조종사 손천근(孫天勤), Mig-21 몰고 한국으로 귀순(8월 20일 중화민국으로 망명).
- 8월 21일 - 필리핀의 야당 지도자 베니그노 아키노가 마닐라 공항에서 피살되다.
- 9월 1일 - 대한항공 007편이 소련 상공에서 격추되어 탑승객 269명 전원 사망.
- 9월 8일 - 대한민국 제118회 임시국회, 소비에트 연방의 KAL기 격추 규탄 결의안 채택.
- 9월 9일 - 대한민국 고리 원전3호기 준공.
- 9월 19일 - 세인트키츠 네비스가 독립하다.
- 9월 22일 - 대구 미국문화원 폭발 사건 발생.
- 9월 23일 - 세인트키츠 네비스, 유엔 가입.
- 9월 25일 - 38명의 IRA 포로가 형무소 식사 화물 자동차를 납치, 앤트림주의 HM 형무소 미로로 도주.
- 9월 26일 - 1983년 핵무기 신호 오인 사건 발생.
- 10월 8일 - 대한민국 전두환 대통령, 버마(현 미얀마) 등 서남아ㆍ대양주 6개국 순방 시작.
- 10월 9일 - 아웅산 묘역 테러 사건: 전두환 대통령이 버마를 방문 중에 아웅산 묘소에서 폭탄 테러가 발생하여 서석준 부총리 등 17명의 수행원이 순직하고 15명이 부상당했다.

## 문화
- 대한민국, 1983년 정보산업의 해 선포.
- 1월 1일 - 럭키금성 그룹 명칭 변경.
- 1월 15일 - 대한민국의 동전, 지폐의 디자인을 변경함(5000원권은 2006년 1월 2일부터 생산중지, 1000원권과 10000원권은 2007년 1월 22일부터 생산중지).
- 2월 - 삼성전자에서 국산 개인용 8비트 컴퓨터, SPC-1000 시판.
- 2월 5일 - 과학전대 다이너맨 방송 시작.
- 2월 7일 - 공익광고협의회 명칭 변경.
- 2월 22일
  - 한국방송광고공사의 공익광고향상자문위원회가 설립되었다.
  - 대한민국의 인쇄공익광고 시작.
  - 공익광고협의회 로고를 사용하다.
- 4월 2일 - 북한산이 15번째 국립공원으로 지정되다.
- 4월 14일 - 제1회 천하 장사 씨름 대회 열림.
- 4월 18일 - 미국의 케이블 채널인 디즈니 채널이 방영을 시작하다.
- 5월 26일 - 미국 워싱턴주 시애틀 부근의 커클랜드에서 짐 시네갈이 코스트코를 창업하다.
- 5월 31일 - 현대자동차에서 스텔라를 출시하다.
- 6월 3일 - 대우자동차(한국GM의 전신)에서 로얄 프린스 출시.
- 6월 12일 - 멕시코에서 개최한 20세이하 세계청소년축구대회(현 FIFA U-20 월드컵)에서 대한민국 대표팀이 4강에 진출하였다.
- 6월 20일 - 문교부가 체벌을 금지하다.
- 7월 15일 - 닌텐도에서 가정용 게임기 패밀리 컴퓨터 발매.
- 8월 3일 - 삼성반도체, 64KD램 개발 성공.
- 8월 18일 - 한국가스공사가 설립되었다.
- 8월 27일 - 대한민국, 국제기능올림픽 5연패.
- 9월 16일 - 서울 지하철 2호선 성수역 ~ 을지로입구역 구간 개통.
- 9월 17일 - 바네사 윌리엄스, 흑인 최초로 미스 아메리카에 선발.
- 10월 5일 - 폴란드 자유노조의 레흐 바웬사가 노벨 평화상 수상자로 선정되다.
- 10월 20일 - KBO 리그 한국시리즈 5차전에서 해태 타이거즈가 MBC 청룡을 8대 1로 꺾고 시리즈 전적 4승 1패로 1982년 창단 이후 1년만에 통산 1번째 우승을 달성하였다.
- 11월 1일 - 대한민국에서 새 주민등록증 발급 개시.
- 11월 22일 - 대한민국에서 1984학년도 학력고사 실시.
- 12월 15일
  - 여의도백화점 개점.
  - 경향신문 '소년경향' 창간.
- 12월 17일 - 서울 지하철 2호선 교대 ~ 서울대입구역 구간 개통.
- 롯데제과 죠스바 출시.

## 탄생

### 1월
- 1월 1일
  - 대한민국의 전 양궁 선수 박성현.
  - 스페인의 축구 선수 다니엘 하르케. (~2009년)
  - 자메이카의 육상 선수 밀레인 워커.
  - 일본의 전 축구 선수 스기야마 다쿠야.
- 1월 2일
  - 일본의 스피드 스케이팅 선수 나카지마 다카하루.
  - 미국의 배우 케이트 보즈워스.
- 1월 4일
  - 대한민국의 골프 선수 김선아.
  - 아르메니아의 역도 선수 게보르그 다브탼.
- 1월 5일 - 대한민국의 축구 선수 이여성.
- 1월 6일
  - 대한민국의 희극인 김태원.
  - 대한민국의 래퍼 미쓰라 진 (에픽하이).
  - 대한민국의 국악인, 가수 이봉근.
  - 대한민국의 방송인 김이브님.
  - 대한민국의 배우 서정욱.
- 1월 7일
  - 대한민국의 야구 선수 윤승균.
  - 대한민국의 희극인 장효인.
  - 대한민국의 레이싱모델 출신 배우 구지성.
- 1월 8일 - 대한민국의 배우 송유현.
- 1월 9일
  - 대한민국의 배우 박재웅.
  - 대한민국의 배우 김민혁.
- 1월 10일 - 대한민국의 화가 해연.
- 1월 11일
  - 대한민국의 성우 백경훈.
  - 대한민국의 가수 길정화.
  - 오스트레일리아의 축구 선수 맷 매케이.
- 1월 12일
  - 대한민국의 야구 선수 이동현.
  - 대한민국의 연출가 정철민.
- 1월 13일
  - 포르투갈의 축구 선수 제 카스트루.
  - 대한민국의 당구 선수 김가영.
- 1월 14일 - 대한민국의 마술사 최영두.
- 1월 15일 - 대한민국의 가수 이오타.
- 1월 16일 - 우크라이나의 축구 선수 안드리 루솔.
- 1월 17일
  - 스페인의 축구 선수 알바로 아르벨로아.
  - 대한민국의 기상캐스터 오하영.
- 1월 18일
  - 대한민국의 배우 정유미.
  - 대한민국의 방송인 오정연.
  - 대한민국의 배우 진서연.
- 1월 19일
  - 일본의 가수 우타다 히카루.
  - 프랑스의 권투 선수 다우다 소.
- 1월 20일
  - 대한민국의 트로트가수 선경.
  - 대한민국의 배우 강예빈.
  - 일본의 가수, 배우 야구치 마리.
- 1월 21일 - 대한민국의 배우 유건.
- 1월 22일
  - 대한민국의 배우 이동하.
  - 크로아티아의 축구 선수 스티페 라피치.
- 1월 23일 - 대한민국의 음악가 필터.
- 1월 24일
  - 대한민국의 배우 문보령.
  - 대한민국의 배우 양조아.
  - 미국의 가수 다이앤 버치.
- 1월 25일 - 대한민국의 기상캐스터 김혜선.
- 1월 26일
  - 대한민국의 격투기 선수 이수환.
  - 대한민국의 배드민턴 선수 이재진.
- 1월 27일 - 대한민국의 배우 최윤슬.
- 1월 28일
  - 일본의 애니메이터 호리구치 유키코.
  - 브라질의 싱어송라이터, 배우 산지 레아 리마.
- 1월 29일 - 대한민국의 배우 오태경.
- 1월 30일
  - 대한민국의 성우 문지영.
  - 덴마크의 사격 선수 스테펜 올센.
- 1월 31일
  - 대한민국의 유튜버 최진우.
  - 이탈리아의 축구 선수 파비오 콸리아렐라.

### 2월
- 2월 1일 - 일본의 배우, 댄서, 안무가 야라 토모유키.
- 2월 2일
  - 대한민국의 범죄자 고유정.
  - 대한민국의 희극인 조승희.
- 2월 3일
  - 대한민국의 전 야구 선수 곽용섭.
  - 중국의 바둑 기사 구리.
  - 이라크의 전 축구 선수 유니스 마무드.
- 2월 4일
  - 대한민국의 가수 백명훈.
  - 대한민국의 소셜 벤쳐 공부의 신 설립자 강성태.
- 2월 5일
  - 대한민국의 희극인 박상철.
  - 대한민국의 탁구 선수 윤재영.
- 2월 6일
  - 대한민국의 정치인 김충수.
  - 대한민국의 전 야구 선수 류상문.
- 2월 7일
  - 대한민국의 배우 손석구.
  - 대한민국의 배우 차승호.
- 2월 8일
  - 대한민국의 야구 선수 고효준.
  - 대한민국의 전 축구 선수 최성국.
  - 대한민국의 배우 지주연.
  - 대한민국의 배우 김기정.
  - 대한민국의 모델 예학영. (~2022년)
- 2월 9일
  - 대한민국의 이종격투기 선수 안상일.
  - 대한민국의 배우 김세인.
- 2월 10일 - 대한민국의 가수 반.
- 2월 11일
  - 네덜란드의 축구 선수 라파얼 판 데르 파르트.
  - 캐나다의 배우 니키 클라인.
- 2월 12일
  - 대한민국의 희극인 안시우.
  - 대한민국의 축구 선수 김광석.
  - 대한민국의 배우 한은선.
- 2월 13일 - 대한민국의 배우 금호석.
- 2월 14일
  - 프랑스의 축구 선수 바카리 사냐.
  - 대한민국의 배우 성훈.
- 2월 15일
  - 대한민국의 야구 선수 최준석.
  - 대한민국의 배우 이진희.
  - 이탈리아의 축구 선수 롤란도 비안키.
  - 대한민국의 가수 도은영. (~2015년)
- 2월 16일 - 대한민국의 가수 오종혁 (클릭비).
- 2월 17일
  - 대한민국의 가수 마이노스.
  - 일본의 야구 선수 가타오카 야스유키.
- 2월 18일
  - 대한민국의 배우 손지윤.
  - 러시아의 역도 선수 드미트리 클로코프.
- 2월 19일
  - 일본의 가수 나카시마 미카.
  - 일본의 배우 야마구치 쇼고.
  - 일본의 성우 사사키 노조미.
  - 불가리아 출신의 전직 스모 선수 고토오슈 가쓰노리.
  - 대한민국의 뮤지컬 배우 김호영.
  - 대한민국의 배우 김다인.
- 2월 20일 - 아르헨티나의 전 축구 선수 니콜라스 스폴리.
- 2월 21일 - 프랑스의 영화배우, 감독 멜라니 로랑.
- 2월 22일 - 대한민국의 배우 진혜경.
- 2월 23일
  - 영국의 배우 에밀리 블런트.
  - 대한민국의 배우 정지아.
  - 대한민국의 가수 차은성.
  - 대한민국의 프로듀서 스티.
- 2월 24일 - 대한민국의 배우 민아령.
- 2월 25일
  - 대한민국의 레이싱 모델 박유영.
  - 대한민국의 축구 선수 방승환.
  - 크로아티아의 축구 선수 에두아르두 다 시우바.
- 2월 26일
  - 포르투갈의 축구 선수 페페.
  - 네덜란드의 배우 라우라 더부르.
- 2월 27일 - 미국의 배우 케이트 마라.
- 2월 28일 - 대한민국의 배우 박철호.

### 3월
- 3월 1일
  - 케냐와 멕시코의 배우 루피타 뇽오.
  - 대한민국의 배우 황지현.
  - 대한민국의 가수 권정열.
  - 대한민국의 배우 백승우.
  - 대한민국의 배우 이호연.
- 3월 2일
  - 대한민국의 미스코리아, 배우 이하늬.
  - 대한민국의 바둑 기사 이세돌.
- 3월 3일
  - 폴란드의 정치인, 역사학자 카롤 나브로츠키.
  - 아르메니아의 역도 선수 티그란 마르티로샨.
- 3월 4일 - 대한민국의 가수 정병걸.
- 3월 5일
  - 대한민국의 바둑 기사 염정훈.
  - 대한민국의 배우 박성진.
- 3월 6일 - 대한민국의 축구 선수 이길훈.
- 3월 7일
  - 대한민국의 야구 선수 김진우.
  - 앙골라의 축구 선수 마누슈.
- 3월 8일 - 브라질의 축구 선수 안드레 산투스.
- 3월 9일
  - 대한민국의 배우 이은형.
  - 미국의 축구 선수 클린트 뎀프시.
- 3월 10일
  - 대한민국의 배우 류현경.
  - 미국의 컨트리 가수 캐리 언더우드.
  - 일본의 가수, 배우 성선임.
- 3월 11일
  - 대한민국의 축구 선수 김영후.
  - 대한민국의 배우 최우석.
  - 대한민국의 배우 정시연.
- 3월 12일
  - 대한민국의 만화가 서나래.
  - 대한민국의 성우 남도형.
- 3월 13일
  - 대한민국의 배우 조현식.
  - 대한민국의 가수, 작곡가 빨간머리앤.
- 3월 14일 - 대한민국의 변호사 박종현.
- 3월 15일
  - 대한민국의 배우 전역산.
  - 영국 스코틀랜드의 배우 숀 비거스태프.
- 3월 16일 - 미국의 야구 선수 브랜던 리그.
- 3월 17일
  - 대한민국의 성우 강호철.
  - 포르투갈의 축구 선수 하울 메이렐르스.
  - 대한민국의 희극인 남영환.
  - 대한민국의 양궁 선수 이현정.
- 3월 18일 - 대한민국의 건설던트 이세희.
- 3월 19일
  - 대한민국의 모델 배우 배정남.
  - 미국의 프로레슬링 선수 맷 사이달.
- 3월 20일
  - 대한민국의 가수 안진경.
  - 일본의 축구 선수 가와시마 에이지.
- 3월 21일 - 대한민국의 래퍼 아웃사이더.
- 3월 22일 - 브라질의 축구 선수 안데르송 히카르두 두스 산투스.
- 3월 23일
  - 대한민국의 모델 한혜진.
  - 대한민국의 레이싱 모델 황인지.
  - 독일의 축구 선수 사샤 리터.
- 3월 24일 - 대한민국의 배우 장격수.
- 3월 25일
  - 대한민국의 배우 강경준.
  - 중화인민공화국의 레슬링 선수 성장.
- 3월 26일
  - 대한민국의 가수 겸 방송인 이상미.
  - 대한민국의 전 축구 선수 김수형.
  - 대한민국의 레슬링 선수 정지현.
  - 대한민국의 전 축구 선수 윤화평.
- 3월 27일 - 대한민국의 영화 감독 송영전.
- 3월 28일
  - 대한민국의 작가, 변호사 서동주.
  - 대한민국의 가수, 뮤지컬 배우 손준호.
- 3월 29일
  - 대한민국의 모델 지호진.
  - 일본의 배우 스즈키 료헤이.
- 3월 30일
  - 대한민국의 축구 선수 염기훈.
  - 영국의 태권도 선수 세라 스티븐슨.
- 3월 31일
  - 대한민국의 야구 선수 유세영.
  - 대한민국의 축구 선수 윤원일.
  - 대한민국의 아나운서 김민아.
  - 대한민국의 축구 심판 김종혁.

### 4월
- 4월 1일
  - 프랑스의 축구 선수 프랑크 리베리.
  - 미국의 배우, 성우, 모델 맷 랜터.
- 4월 2일
  - 대한민국의 배우 김재욱.
  - 대한민국의 펜싱 선수 오은석.
  - 멕시코의 배우 라우라 카르미네.
- 4월 3일
  - 대한민국의 배구 선수 송병일.
  - 잉글랜드의 축구 선수 벤 포스터.
  - 대한민국의 성우 이재현.
  - 대한민국의 성우 김도담.
- 4월 4일 - 대한민국의 가수 테이.
- 4월 5일 - 대한민국의 축구 선수 박진이.
- 4월 6일
  - 대한민국의 래퍼 무웅 (배치기).
  - 대한민국의 리그 오브 레전드 프로게이머 손대영.
- 4월 7일
  - 대한민국의 축구 선수 김수연.
  - 대한민국의 방송인, 전 아나운서 문지애.
  - 프랑스의 전 축구 선수 프랑크 리베리.
- 4월 8일
  - 네덜란드의 축구 선수 엣손 브라프헤이트.
  - 대한민국의 가수, 배우 제이.
  - 대한민국의 배우 기은세.
  - 대한민국의 농구 선수 김은경.
- 4월 10일
  - 대한민국의 가수, 래퍼 길미.
  - 대한민국의 배우 정운선.
  - 미국의 배우 제이미 정.
  - 미국의 배우 라이언 메리먼.
- 4월 11일
  - 대한민국의 성우 김현지.
  - 캐나다의 프리스타일 스키 선수 제니퍼 하일.
- 4월 12일 - 대한민국의 DJ 긴조.
- 4월 13일
  - 대한민국의 축구 선수 신화용.
  - 칠레의 축구 선수 클라우디오 브라보.
  - 일본의 모델, 가수, 배우 사쿠라이 리나.
- 4월 14일
  - 스코틀랜드의 축구 선수 제임스 맥패든.
  - 대한민국의 전 야구 선수 손호광.
- 4월 15일
  - 브라질의 배우 앨리스 브라가.
  - 대한민국의 레이싱 모델 오성미.
  - 잉글랜드의 싱어송라이터 맷 카들.
- 4월 16일
  - 미국의 가수 마리에 디그비.
  - 대한민국의 희극인 이은형.
  - 대한민국의 기자 안지현.
- 4월 17일
  - 대한민국의 야구 선수 박정규.
  - 대한민국의 축구 선수 조원희.
  - 대한민국의 전직 프로게이머, 프로게임단 코치 김동진.
- 4월 18일
  - 대한민국의 축구 선수 장남석.
  - 베네수엘라의 야구 선수 미겔 카브레라.
- 4월 19일 - 대한민국의 야구 선수 이우선.
- 4월 20일
  - 일본의 피겨 스케이팅 선수 나가시마 게이이치로.
  - 오스트레일리아의 모델 미란다 커.
- 4월 21일
  - 대한민국의 아나운서 장성규.
  - 대한민국의 가수 마르코.
- 4월 22일 - 미국의 배우 프랜시스 카프라.
- 4월 23일
  - 대한민국의 멀리뛰기 선수 정순옥.
  - 슬로바키아의 테니스 선수 다니엘라 한투호바.
- 4월 24일
  - 브라질의 축구 선수 조제 카를루스 페헤이라 필류.
  - 대한민국의 배우 한수연.
  - 대한민국의 성우 남도형.
  - 대한민국의 희극인 정진욱.
- 4월 25일
  - 뉴질랜드의 중거리 육상 선수 닉 윌리스.
  - 대한민국의 해머던지기 선수 강나루.
  - 대한민국의 축구 선수 여효진.
  - 대한민국의 전 야구 선수 김기표.
- 4월 26일
  - 대한민국의 희극인 김경욱.
  - 캐나다의 모델 및 배우 노아 밀스.
- 4월 28일
  - 대한민국의 축구 선수 김경두.
  - 대한민국의 가수 아이삭 스쿼브.
  - 미국의 전 야구 선수 데이비드 프리즈.
- 4월 29일
  - 튀르키예의 축구 선수 세미흐 셴튀르크.
  - 스웨덴의 축구 선수 헤드비그 린달.
- 4월 30일
  - 대한민국의 양궁 선수 윤미진.
  - 대한민국의 배우 강예솔.

### 5월
- 5월 1일
  - 대한민국의 배우 박해진.
  - 대한민국의 성우 한신.
  - 프랑스의 수영 선수 알랭 베르나르.
- 5월 2일
  - 대한민국의 배우 윤승훈.
  - 대한민국의 전 축구 선수 최재수.
  - 대한민국의 가수 백상.
- 5월 3일
  - 대한민국의 배우 동현배.
  - 대한민국의 배우 박재랑.
- 5월 4일 - 일본의 만화가 안베 마사히로.
- 5월 5일 - 영국의 배우 헨리 카빌.
- 5월 6일
  - 브라질의 축구 선수 다니에우 아우베스.
  - 대한민국의 배우 김효선.
  - 대한민국의 전 축구 선수 김동희.
  - 미국의 배우 개버레이 시디베이.
  - 일본의 전 축구 선수 다카하시 히로유키.
- 5월 7일 - 대한민국의 가수 김상혁 (클릭비).
- 5월 8일
  - 대한민국의 축구 선수 문주원.
  - 대한민국의 배우 이상엽.
  - 대한민국의 자전거경기 선수 한송희.
  - 잉글랜드의 음악가 맷 윌리스.
  - 일본의 가수 나오토 (ORANGE RANGE).
- 5월 9일
  - 대한민국의 모델, 배우 장희진.
  - 일본의 배우 마쓰다 류헤이.
  - 일본의 종합격투기 선수 아오키 신야.
- 5월 10일 - 대한민국의 피아니스트 박종현.
- 5월 11일
  - 대한민국의 배우 박희본.
  - 대한민국의 배우 곽선영.
  - 핀란드의 기타리스트 마티아스 쿠피아이넨.
  - 미국의 미식축구 선수 맷 라이나트.
- 5월 12일
  - 미국의 인터넷 소설가 트각트각.
  - 아일랜드의 배우 도널 글리슨.
  - 러시아의 전 리듬체조 선수, 정치인 알리나 카바예바.
- 5월 13일
  - 코트디부아르의 축구 선수 야야 투레.
  - 대한민국의 트로트 가수 영탁.
  - 대한민국의 작곡가 멜로우 키친.
- 5월 14일
  - 미국의 배우 앰버 탬블린.
  - 대한민국의 국악인 전영랑.
- 5월 15일 - 대한민국의 펜싱 선수 이신미.
- 5월 16일
  - 레바논의 가수 낸시 아즈람.
  - 대한민국의 아나운서 홍민희.
  - 대한민국의 정치인 장철민.
- 5월 17일 - 대한민국의 희극인 강유미.
- 5월 18일
  - 대한민국의 희극인 김대성.
  - 잉글랜드의 전 축구 선수 게리 오닐.
  - 대한민국의 미스코리아 이지선.
- 5월 19일
  - 러시아의 이종격투기 선수 루슬란 카라에프.
  - 대한민국의 배우 김흥수.
- 5월 20일 - 대한민국의 전 기상캐스터 출신 MC 박은지.
- 5월 21일
  - 일본의 성우 시미즈 카오리.
  - 대한민국의 전 야구 선수 이경환.
  - 대한민국의 가수 손대희.
- 5월 22일
  - 대한민국의 요리연구가, 기업인 정재웅.
  - 벨라루스의 권투 선수 빅타르 주예우.
- 5월 23일 - 영국의 싱어송라이터 하이디 레인지.
- 5월 24일
  - 대한민국의 배우 우승연. (~2009년)
  - 대한민국의 가수 원우.
- 5월 25일
  - 대한민국의 배구 선수 남지연.
  - 대한민국의 야구 선수 정홍준.
- 5월 26일
  - 대한민국의 축구 선수 배기종.
  - 도미니카공화국의 야구 선수 오넬리 페레스.
  - 네덜란드의 축구 선수 데미 더 제이우.
- 5월 27일
  - 대한민국의 배우 황미영.
  - 리비아의 지도자 카미스 카다피.
- 5월 28일
  - 대한민국의 배우 허형규.
  - 미국의 축구 선수 스티브 크로닌.
- 5월 29일 - 대한민국의 가수 키비.
- 5월 30일
  - 대한민국의 야구 선수 류제국.
  - 대한민국의 만화가 조석.
  - 대한민국의 성우 김영은.
  - 대한민국의 배우 권다현.
  - 보스니아 헤르체고비나의 배구 선수 안젤코 추크.
- 5월 31일 - 대만의 배우 천옌시.

### 6월
- 6월 1일 - 대한민국의 아나운서 채윤아.
- 6월 3일
  - 대한민국의 희극인 김기욱.
  - 대한민국의 작곡가 신사동호랭이. (~2024년)
  - 대한민국의 가수 이태근. (~2024년)
- 6월 4일
  - 대한민국의 야구 선수 문수호.
  - 코트디부아르의 전 축구 선수 에마뉘엘 에부에.
  - 일본의 전 축구 선수 하라 다쿠야.
- 6월 5일 - 대한민국의 패션디자이너, 패션디렉터 정재웅.
- 6월 6일 - 대한민국의 아나운서 김민수.
- 6월 7일
  - 대한민국의 방송인 이지연.
  - 영국의 가수, 배우 리 라이언.
- 6월 8일
  - 벨기에의 테니스 선수 킴 클리스터스.
  - 일본의 성우 미야노 마모루.
  - 미국의 가수 그렉.
- 6월 9일
  - 대한민국의 야구 선수 장원삼.
  - 대한민국의 수학자 허준이.
  - 대한민국의 야구 선수 이승재.
  - 대한민국의 축구 선수 김인호.
- 6월 10일
  - 대한민국의 기자 서복현.
  - 대한민국의 만화가 가스파드.
- 6월 11일
  - 대한민국의 쇼트트랙 선수 서호진.
  - 미국의 랩가수 2 피스톨스.
- 6월 12일
  - 나이지리아의 종합격투기 선수 앤디 올로건.
  - 캐나다의 축구 선수 크리스틴 싱클레어.
  - 폴란드의 모델 아냐 루비크.
- 6월 13일 - 대한민국의 전 골프 선수 배재희.
- 6월 14일
  - 일본의 배우 벳푸 아유미.
  - 일본의 배우 아라키 히로후미.
  - 프랑스의 배우 루이 가렐.
- 6월 15일
  - 대한민국의 배우 성태준.
  - 대한민국의 성악가 고훈정.
- 6월 16일
  - 대한민국의 농구 선수 이현민.
  - 대한민국의 축구 선수 김신영.
  - 대한민국의 기업인 김슬아.
- 6월 17일
  - 대한민국의 축구 선수 오원종.
  - 대한민국의 야구 선수 서성종.
  - 일본의 가수, 배우 니노미야 카즈나리. (아라시)
  - 일본의 배우 카자마 슌스케.
- 6월 18일 - 대한민국의 배우 김사희.
- 6월 19일
  - 대한민국의 배구 선수 윤혜숙.
  - 아일랜드의 배우 에이든 터너.
- 6월 20일
  - 일본의 배우 미카미 마사시.
  - 대한민국의 가수 길구.
  - 미국의 야구 선수 라이언 브론
- 6월 21일 - 대한민국의 배우 김방원.
- 6월 22일
  - 대한민국의 아나운서 박민영.
  - 대한민국의 안무가, 퍼포먼스 디렉터 손성득.
  - 대한민국의 전 배우 이효정.
  - 에스토니아의 조정 선수 알라르 라야.
- 6월 23일 - 대한민국의 기상캐스터 이호원.
- 6월 24일
  - 대한민국의 희극인 김경진.
  - 대한민국의 축구 선수 김근철.
  - 대한민국의 배우 박혜영.
  - 대한민국의 야구 선수 송광민.
  - 대한민국의 배우 박나은.
- 6월 25일 - 대한민국의 레이싱모델, 가수 이효영.
- 6월 26일 - 브라질의 축구 선수 펠리피 멜루.
- 6월 27일
  - 대한민국의 전직 광주 북구의회의원 최유진.
  - 러시아의 가수, 배우 알수.
- 6월 28일 - 대한민국의 축구 선수 김영광.
- 6월 29일
  - 대한민국의 쌍둥이 가수 강주희, 강승희 (윙크).
  - 대한민국의 배우 주성민.
  - 일본의 배우 오가와 마키.
- 6월 30일
  - 영국의 가수 셰릴.
  - 일본의 야구 선수 오치 다이스케.
  - 우크라이나의 전 육상 높이뛰기 선수 드미트로 데미야뉴크.
  - 영국의 배우 구구 음바타로.
  - 대한민국의 배구 선수 이강주.
  - 캐나다의 희극인, 작가, 사회자, 배우 캐서린 라이언.

### 7월
- 7월 1일 - 대한민국의 가수 이특 (슈퍼주니어).
- 7월 2일
  - 미국의 싱어송라이터 미셸 브랜치.
  - 벨기에의 축구 선수 알리너 젤러르.
- 7월 3일
  - 대한민국의 아나운서 이자연.
  - 일본의 전 축구 선수 히라마쓰 다이시.
  - 대한민국의 사격 선수 한승우.
- 7월 4일
  - 대한민국의 아나운서 김용재.
  - 대한민국의 모델 이미진.
  - 대한민국의 야구 선수 황동채.
- 7월 5일
  - 미국의 가수 이루.
  - 대한민국의 야구 선수 문규현.
- 7월 6일 - 대한민국의 축구 선수 김현준.
- 7월 8일
  - 일본의 성우 나카츠 마리.
  - 일본의 전 축구 선수 미야모토 다쿠야.
- 7월 9일 - 대한민국의 성우 이명호.
- 7월 10일
  - 대한민국의 가수 김희철 (슈퍼주니어).
  - 이란의 배우 골시프테 파라하니.
  - 일본의 전 축구 선수 기치세 히로시.
- 7월 11일 - 스웨덴의 가수 마리 세르네홀트.
- 7월 12일
  - 대한민국의 배우 하지은.
  - 대한민국의 배우 최상학.
  - 대한민국의 의사, 수필가 남궁인.
  - 미국의 전 야구 선수 하위 켄드릭.
- 7월 13일
  - 대한민국의 야구 선수 박희수.
  - 중화인민공화국의 허들 선수 류샹.
- 7월 14일 - 중화인민공화국의 수영 선수 위청.
- 7월 15일 - 대한민국의 배우 최재환.
- 7월 16일
  - 대한민국의 야구 선수 양영동.
  - 대한민국의 음악 프로듀서 소울피쉬.
- 7월 17일
  - 대한민국의 배우 김진우.
  - 중국의 싱어송라이터 쉐즈첸.
- 7월 18일 - 대한민국의 미술인 홍지연.
- 7월 19일
  - 대한민국의 야구 선수 이대형.
  - 대한민국의 배구 선수 이정옥.
  - 북한의 전 축구 선수 김영준.
- 7월 20일
  - 대한민국의 리포터 고다혜.
  - 대한민국의 배우 최우리.
- 7월 21일 - 대한민국의 미술사학가 김지혜.
- 7월 22일 - 독일의 배우 마리암 자리.
- 7월 23일 - 대한민국의 성우 조경이.
- 7월 24일 - 이탈리아의 축구 선수 다니엘레 데 로시.
- 7월 25일
  - 대한민국의 전 바둑기사 홍꽃노을. (~2004년)
  - 대한민국의 희극인 김시우.
  - 러시아의 권투 선수 무라트 흐라체프.
- 7월 26일 - 대한민국의 가수 김동명. (부활)
- 7월 27일
  - 대한민국의 배우, 모델 최여진.
  - 마케도니아의 축구 선수 고란 판데프.
  - 알바니아의 축구 선수 로리크 차나.
  - 대한민국의 야구 선수 조동찬.
  - 일본의 전 축구 선수 다카하시 슈타.
- 7월 28일
  - 베네수엘라의 정치인, 공학자 후안 과이도.
  - 대한민국의 모델 이현이.
- 7월 29일
  - 대한민국의 배우 김동욱.
  - 대한민국의 트로트 가수 장태희.
  - 대한민국의 축구 선수 김치곤.
  - 세르비아의 축구 선수 블라디미르 스토이코비치.
  - 대한민국의 전 야구 선수 윤성귀.
  - 대한민국의 프로듀서 최다은.
- 7월 30일
  - 브라질의 축구 선수 안드레 루이스 타바레스.
  - 대한민국의 배우, 체육가, 방송인 박재민.
- 7월 31일
  - 대한민국의 배우 박진우.
  - 대한민국의 축구 지도자 김현준.

### 8월
- 8월 2일
  - 몬테네그로의 축구 선수 제난 라돈치치.
  - 대한민국의 가수 정아. (애프터스쿨)
- 8월 3일 - 미국의 영화감독 로버트 에거스.
- 8월 4일
  - 대한민국의 전 축구 선수 강동구.
  - 미국의 배우, 영화감독 그레타 거윅.
  - 대한민국의 배우 손여은.
  - 일본의 성우 테라사키 유카.
  - 대한민국의 배우 김민.
- 8월 5일
  - 대한민국의 배우 윤진서.
  - 일본의 축구 선수 다모리 다이키.
  - 이란의 배우, 모델, 시인 레일라 오타디.
- 8월 6일 - 네덜란드의 축구 선수 로빈 판 페르시.
- 8월 7일 - 베네수엘라의 전 축구 선수 다니 미겔.
- 8월 8일 - 미국의 성우 트리나 니시무라.
- 8월 9일 - 미국의 성우 애슐리 존슨.
- 8월 10일
  - 일본의 싱어송라이터 마츠하시 미키.
  - 대한민국의 레이싱모델 이현진.
- 8월 11일
  - 중화인민공화국의 스피드스케이팅 선수 런후이.
  - 오스트레일리아의 배우 크리스 헴스워스.
  - 대한민국의 과학 커뮤니케이터 궤도.
- 8월 12일
  - 대한민국의 전 야구 선수 이동걸.
  - 네덜란드의 축구 선수 클라스얀 휜텔라르.
  - 일본의 성우 아스미 카나.
- 8월 13일
  - 대한민국의 야구 선수 신승현.
  - 대한민국의 인권 운동가 김기홍. (~2021년)
- 8월 14일
  - 미국의 배우 밀라 쿠니스.
  - 타이완의 테니스 선수 루옌쉰.
- 8월 15일
  - 대한민국의 쇼트트랙 선수 박혜원.
  - 일본의 성우 혼다 요코.
  - 프랑스의 태권도 선수 글라디스 에팡그.
  - 일본의 야구 선수 나카무라 다케야.
- 8월 16일 - 대한민국의 가수 정준일.
- 8월 17일 - 미국의 야구 선수 더스틴 페드로이아.
- 8월 18일
  - 대한민국의 모델 배성희.
  - 대한민국의 축구 선수 최효진.
  - 레바논의 싱어송라이터 미카.
  - 일본의 성우 카나다 아키.
- 8월 19일
  - 대한민국의 미스코리아 금나나.
  - 대한민국의 장애인 수영 선수 김지은.
  - 대한민국의 모델 장서진.
  - 도미니카 공화국의 야구 선수 후안 세데뇨.
  - 일본의 드러머 반도 사토시.
- 8월 20일
  - 미국의 배우 앤드류 가필드.
  - 대한민국의 야구 선수 김경선.
  - 러시아의 축구 선수 유리 지르코프.
  - 대한민국의 성우 김소희.
- 8월 21일
  - 대한민국의 아나운서 전주리.
  - 오스트레일리아의 축구 선수 스콧 맥도널드.
  - 미국의 방송인, 모델 브로디 제너.
- 8월 22일
  - 대한민국의 성우 김진수.
  - 대한민국의 연극배우, 뮤지컬 배우 이정수.
- 8월 23일
  - 대한민국의 희극인 김영희.
  - 대한민국의 만화가 주동근.
- 8월 24일
  - 대한민국의 배우 라선영.
  - 미국의 야구 선수 브렛 가드너.
  - 브라질의 축구 선수 레안드로 도밍게즈. (~2025년)
- 8월 25일
  - 대한민국의 방송인, 전 아나운서 김석류.
  - 일본의 가수 오호리 메구미.
  - 잉글랜드의 스쿼시 선수 제임스 윌스트롭.
  - 미국의 배우 에번 조니카이트.
- 8월 26일 - 일본의 야구 선수 이마에 도시아키.
- 8월 27일 - 타이완의 영화배우 천보린.
- 8월 28일 - 이탈리아의 축구 선수 멜라니아 가비아디니.
- 8월 29일 - 스페인의 축구 선수 샤비 프리에토.
- 8월 30일
  - 대한민국의 레이싱모델 김유하.
  - 대한민국의 성우 김정훈.
  - 대한민국의 아나운서 정다은.
  - 일본의 가수 마츠모토 준 (아라시).
  - 이탈리아의 축구 선수 시모네 페페.
- 8월 31일
  - 대한민국의 배구 선수 강동진.
  - 대한민국의 희극인 성현주.
  - 대한민국의 배우 정경호.
  - 대한민국의 기업인 조현민.
  - 일본의 댄서 NAOTO.
  - 스위스의 가수 소피 헝거.

### 9월
- 9월 1일
  - 대한민국의 축구 선수 이종민.
  - 스페인의 축구 선수 호세 안토니오 레예스. (~2019년)
  - 대한민국의 펜싱 선수 김정환.
- 9월 2일
  - 대한민국의 축구 선수 조진수.
  - 대한민국의 펜싱 선수 김정환.
- 9월 3일
  - 대한민국의 배우 김주영.
  - 대한민국의 방송인 지누리.
  - 대한민국의 성우 이제인.
  - 일본의 삽화가 키시다 메루.
- 9월 4일
  - 대한민국의 배구 선수 김학민.
  - 일본의 가수 나카마루 유이치 (KAT-TUN, 같은그룹멤버인우에다 타츠야와친구).
  - 대한민국의 전 야구 선수 조동찬.
- 9월 5일 - 대한민국의 배우 김형민.
- 9월 6일 - 대한민국의 축구 선수 염동균.
- 9월 7일
  - 대한민국의 가수 배다해.
  - 튀르키예의 축구 선수 메멧 토푸즈.
- 9월 8일
  - 대한민국의 야구 선수 신용운.
  - 대한민국의 배우 최성준.
  - 대한민국의 정치인 정은혜.
  - 스위스의 축구 선수 디에고 베날리오.
  - 대한민국의 가수 겸 배우 이하린.
- 9월 9일
  - 대한민국의 배우 김정화.
  - 미국의 배우 조 카잔.
  - 미국의 야구 선수 에드윈 잭슨.
  - 일본의 전 축구 선수 가나자와 신.
- 9월 10일
  - 대한민국의 래퍼 탁 (배치기).
  - 대한민국의 가수 차수경.
- 9월 11일 - 대한민국의 리포터 강지은.
- 9월 12일 - 대한민국의 수영 선수 유정남.
- 9월 13일 - 타이의 이종격투기 선수 카오클라이 카엔노르싱
- 9월 14일
  - 대한민국의 축구 선수 김성길.
  - 대한민국의 전 야구 선수, 현 야구 코치 연경흠.
  - 대한민국의 야구 선수 정민혁.
  - 대한민국의 희극인 이광득.
  - 영국의 가수 에이미 와인하우스
- 9월 15일
  - 대한민국의 축구 선수 고창현.
  - 대한민국의 배우 임성언.
  - 일본의 배우, 모델 히라타 유카.
  - 캐나다의 프리스타일 스키 선수 애슐리 매키버.
- 9월 16일
  - 대한민국의 배우 김성은.
  - 짐바브웨의 수영 선수 커스티 코번트리.
- 9월 17일
  - 대한민국의 아나운서 양승은.
  - 대한민국의 야구 선수 허웅.
- 9월 18일
  - 대한민국의 배우 민우혁.
  - 대한민국의 앵커 안보라.
  - 일본의 전 축구 선수 다카하시 다이스케.
- 9월 19일
  - 대한민국의 작곡가 겸 프로듀서 피독.
  - 미국의 가수 이먼.
- 9월 20일
  - 대한민국의 배우 김민수.
  - 미국의 래퍼 데이 데이 (DMTN).
  - 대한민국의 희극인 김정훈.
  - 대한민국의 배우 김태희.
  - 대한민국의 배드민턴 선수 배승희.
  - 일본의 가수, 배우 이토 유나.
- 9월 21일 - 일본의 정치인 오토키타 슌.
- 9월 22일
  - 대한민국의 전 수영 선수 조희연.
  - 대한민국의 가수 계피.
- 9월 23일 - 대한민국의 야구 선수 윤길현.
- 9월 24일
  - 대한민국의 제8대 충청남도 예산군의원 홍원표.
  - 대한민국의 가수 듬듬맨.
- 9월 25일
  - 대한민국의 가수 손담비.
  - 대한민국의 농구 선수 하은주.
  - 미국의 배우, 가수 도널드 글로버.
  - 일본의 세포생물학자 오보카타 하루코.
- 9월 26일
  - 대한민국의 축구 선수 김철호.
  - 대한민국의 희극인 김용석.
  - 러시아의 권투 선수 다비트 아이라페탼.
  - 포르투갈의 축구 선수 히카르두 쿠아레즈마.
- 9월 27일
  - 대한민국의 가수, 배우 전혜빈.
  - 대한민국의 힙합 MC 라임어택.
  - 대한민국의 힙합 음악가 알이에스티.
  - 대한민국의 안무가 김현.
- 9월 28일
  - 대한민국의 축구 선수 이승렬.
  - 대한민국의 배우 최재현☁.
  - 일본의 필드하키 선수 다나카 세렌.
- 9월 29일 - 대한민국의 배우 윤승아.
- 9월 30일 - 대한민국의 희극인 김용현.

### 10월
- 10월 1일
  - 대한민국의 야구 선수 안지만.
  - 대한민국의 희극인 양상국.
  - 몬테네그로의 축구 선수 미르코 부치니치.
  - 미국의 수영 선수 에릭 섄토.
- 10월 2일
  - 대한민국의 배우 황보라.
  - 일본의 축구 선수 후쿠모토 미호.
- 10월 3일
  - 대한민국의 축구 선수 김재성.
  - 미국의 배우 테사 톰슨.
  - 브라질의 종합격투기 선수 치아구 아우베스.
  - 일본의 배우 스즈키 히로키.
- 10월 4일
  - 대한민국의 바둑 기사 박지은.
  - 일본의 가수 우에다 타츠야 (KAT-TUN, 같은그룹멤버인 나카마루 유이치와친구).
- 10월 5일
  - 미국의 배우 제시 아이젠버그.
  - 미국의 모델, 패션 디자이너, 사업가 니키 힐튼.
  - 러시아계 한국인 방송인, 모델, 연극 배우 라리사.
  - 미국의 배우 노아 시건.
- 10월 6일
  - 대한민국의 가수 문지은.
  - 도미니카 공화국의 야구 선수 리즈.
- 10월 8일 - 대한민국의 배우 이상희.
- 10월 9일
  - 대한민국의 야구 선수 이병규.
  - 대한민국의 역도 선수 장미란.
- 10월 10일 - 대한민국의 가수 명지.
- 10월 11일
  - 대한민국의 야구 선수 이현승.
  - 대한민국의 성우 장병관.
- 10월 12일
  - 대한민국의 배우, 전 가수 이지현.
  - 대한민국의 정치인 장경태.
  - 영국의 전 축구 선수 칼턴 콜.
- 10월 13일
  - 대한민국의 역도 선수 김민재.
  - 미국의 야구 선수 크리스 세든.
  - 일본의 축구 선수 미야자키 유카.
  - 대한민국의 가수 크리스 리.
  - 대한민국의 배우 한태윤.
  - 대한민국의 가수 이용주.
- 10월 14일
  - 대한민국의 피아니스트 윤한.
  - 대한민국의 배우 강기영.
  - 대한민국의 아나운서 정다희.
  - 중국의 배드민턴 선수 린단.
  - 대한민국의 가수, 희극인 이상구.
- 10월 15일
  - 대한민국의 정치인 이병진.
  - 대한민국의 인터넷 방송인 디바제시카.
- 10월 16일 - 일본의 축구 선수 고바야시 유스케.
- 10월 17일
  - 영국의 배우 펄리시티 존스.
  - 일본의 전 배우 미우라 리키.
  - 대한민국의 전 축구 선수 김선우.
- 10월 18일
  - 대한민국의 싱어송라이터 임주연.
  - 대한민국의 희극인 송왕호.
  - 대한민국의 희극인 최서인. (~2017년)
  - 튀르키예의 이종격투기 선수 괵한 사키.
  - 브라질의 축구 선수 단치.
- 10월 19일
  - 스웨덴의 배우 레베카 페르구손.
  - 대한민국의 배우 주종혁.
  - 대한민국의 가수 김기태.
- 10월 20일
  - 네덜란드의 축구 선수 미셸 보름.
  - 이탈리아의 권투 선수 빈첸초 피카르디.
  - 일본의 배우 야마다 타카유키.
  - 일본의 프로레슬링 선수 야마토 히로시.
- 10월 21일 - 도미니카 공화국의 축구 선수 앤디 마르테. (~2017년)
- 10월 22일 - 대한민국의 가수 별.
- 10월 23일
  - 괌의 축구 선수 제이슨 컨리프.
  - 일본의 전 축구 선수 나카노 히로시.
  - 대한민국의 작곡가 프로페서 피.
- 10월 24일 - 대한민국의 배우 최영우.
- 10월 25일
  - 대한민국의 배우 한여름.
  - 일본의 황족 미카사노미야 요코 여왕.
  - 일본의 성인 비디오 여배우 아카네 호타루. (~2016년)
- 10월 26일
  - 대한민국의 배우 박소리.
  - 프랑스의 권투 선수 케다피 젤키르.
- 10월 27일
  - 대한민국의 배우 이중문.
  - 대한민국의 뮤지컬 배우, 가수 윤형렬.
  - 싱가포르의 바이올린 연주자 버네사 메이.
- 10월 28일
  - 대한민국의 아나운서 김서련.
  - 대한민국의 전 야구 선수 조순권.
  - 일본의 가수, 배우 노로 카요. (AKB48)
- 10월 29일
  - 대한민국의 아나운서 진유현.
  - 프랑스의 축구 선수 제레미 마티외.
  - 대한민국의 배우 김지아.
  - 미국의 영화배우 조니 루이스. (~2012년)
- 10월 30일 - 대한민국의 가수 김명훈.
- 10월 31일
  - 대한민국의 기업인 김동관.
  - 일본의 야구 선수 이와타 미노루.
  - 프랑스의 축구 선수 크리스토프 자예

### 11월
- 11월 1일
  - 대한민국의 배우 오의식.
  - 대한민국의 배우 한다민.
  - 일본의 그라비아 아이돌 오구라 유코.
  - 아일랜드의 배우 대니엘 라이언.
- 11월 2일 - 대한민국의 작곡가, 기타리스트 김임춘.
- 11월 3일 - 대한민국의 축구 선수 조용형.
- 11월 4일
  - 대한민국의 성우 박고운.
  - 대한민국의 희극인 김민기.
  - 대한민국의 배우 심진보. (~2018년)
- 11월 5일
  - 대한민국의 희극인 안영미.
  - 대한민국의 전 리그 오브 레전드 프로게이머 최연성.
  - 영국의 모델 얼렉서 청.
- 11월 6일
  - 대한민국의 야구 선수 권혁.
  - 대한민국의 정치인 배현진.
- 11월 7일
  - 대한민국의 전 아나운서 차다혜.
  - 대한민국의 축구 선수 이동원.
  - 대한민국의 배우 유일한.
- 11월 8일
  - 대한민국의 배우 김해인.
  - 대한민국의 가수 이현.
  - 러시아의 축구 선수 파벨 포그레브냐크.
- 11월 9일 - 대한민국의 배우 엄태구.
- 11월 10일
  - 미국의 컨트리 가수 미란다 램버트.
  - 대한민국의 가수 조현민.
  - 대한민국의 배우 전수지.
- 11월 11일
  - 대한민국의 축구 선수 김치우.
  - 독일의 축구 선수 필리프 람.
  - 일본의 성우 스즈키 타츠히사.
  - 일본의 영화배우, 모델 아오이 소라.
  - 일본의 야구 선수 야마구치 데쓰야.
  - 대한민국의 희극인 김혜선.
- 11월 12일 - 대한민국의 가수 지클레프.
- 11월 13일 - 대한민국의 배우 김현준.
- 11월 14일 - 대한민국의 가수 복태.
- 11월 15일
  - 네덜란드의 축구 선수 욘 헤이팅아.
  - 대한민국의 가수 니나.
- 11월 16일.
  - 대한민국의 가수 K.
  - 미국의 격투기 선수 벤 헨더슨.
- 11월 17일 - 미국의 야구 선수 라이언 브론.
- 11월 18일
  - 잉글랜드의 전 축구 선수 마이클 도슨.
  - 노르웨이의 사업가 욘 레크 요한센.
- 11월 19일
  - 미국의 배우 애덤 드라이버.
  - 일본의 이종격투기 선수 사토 다쿠미.
- 11월 20일 - 대한민국의 배우 서현우.
- 11월 21일
  - 대한민국의 미스코리아, 기업인 김유미.
  - 대한민국의 배우 한이진.
  - 미국의 프로레슬링 선수 벨라 트윈스, 니키 벨라.
- 11월 22일
  - 대한민국의 배우 김지우.
  - 일본의 모델, 배우 아시나 세이. (~2020년)
- 11월 23일 - 대한민국의 쇼트트랙 선수 전다혜.
- 11월 24일
  - 대한민국의 배구 선수 임유진.
  - 대한민국의 배우 하수호.
  - 캐나다의 배우 카린 바나스.
- 11월 25일
  - 대한민국의 기업인 박민규.
  - 대한민국의 배우 한시윤.
- 11월 26일
  - 일본의 성우 카토 에미리
  - 일본의 가수 마루야마 류헤이 (칸쟈니∞).
- 11월 27일
  - 대한민국의 배우 이주은.
  - 대한민국의 기자 박준우.
- 11월 28일
  - 대한민국의 가수 하현곤 (클릭비).
  - 대한민국의 배우 고도영.
  - 영국의 배우 이먼 엘리엇.
  - 미국의 프로레슬링 선수 써머 레이.
- 11월 29일 - 대한민국의 배우 이규형.
- 11월 30일
  - 프랑스의 배우 기욤 구익스.
  - 스페인의 배우 카를라 니에토 헬리.

### 12월
- 12월 1일
  - 대한민국의 배우 서장원.
  - 대한민국의 야구 선수 손주인.
  - 일본의 축구 선수 아베 쇼헤이.
- 12월 2일 - 미국의 배우 대니얼라 루아.
- 12월 3일 - 대한민국의 축구 선수 권오규.
- 12월 4일 - 대한민국의 가수 김경록 (V.O.S).
- 12월 5일
  - 대한민국의 만화가 이말년.
  - 대한민국의 배우 승효빈.
- 12월 6일
  - 대한민국의 성우 김민정.
  - 대한민국의 전직 스타크래프트 프로게이머 박용욱.
- 12월 7일 - 일본의 성우 타카하시 히데노리.
- 12월 8일
  - 대한민국의 가수 유호석 (클릭비).
  - 대한민국의 전 야구 선수 배힘찬.
- 12월 9일
  - 대한민국의 가수 이영훈.
  - 대한민국의 문재인 대통령의 딸 문다혜.
- 12월 11일
  - 대한민국의 배우 온주완.
  - 대한민국의 배우 지안.
- 12월 13일
  - 대한민국의 희극인, 쇼호스트 복현규.
  - 아랍에미리트의 우주인 하자 알만수리.
- 12월 14일
  - 대한민국의 배우 강기화.
  - 프랑스의 축구 심판 스테파니 프라파르.
- 12월 15일
  - 중화인민공화국의 탁구 선수 왕하오.
  - 대한민국의 희극인 장유환.
  - 미국의 가수 로니 래드키.
- 12월 16일
  - 대한민국의 성우 김나율.
  - 대한민국의 아나운서 오승원.
  - 대한민국의 야구 선수 최형우.
  - 일본의 성우 키쿠치 미카.
- 12월 17일
  - 프랑스의 랠리 선수 세바스티앵 오지에.
  - 대한민국의 배우 김보강.
  - 일본의 작곡가 사이토 고스케.
  - 대한민국의 희극인 이원구.
  - 대한민국의 아나운서 최지은.
- 12월 18일 - 대한민국의 배우 서승아.
- 12월 19일 - 대한민국의 희극인 오민우.
- 12월 20일
  - 대한민국의 희극인 김신영.
  - 대한민국의 가수 나인.
  - 미국의 배우 조나 힐.
  - 일본의 성우 테라시마 타쿠마.
  - 태국의 가수, 배우, 트랜스여성 벨 눈티타.
  - 네덜란드의 모델 라라 스톤.
- 12월 21일
  - 미국의 배우 스티븐 연.
  - 대한민국의 미스코리아 최윤영.
- 12월 22일
  - 오스트레일리아의 모델 제니퍼 호킨스.
  - 일본의 성우 카노 유이.
- 12월 23일
  - 대한민국의 희극인 정지민.
  - 대한민국의 농구 선수 조성민.
- 12월 24일 - 대한민국의 가수 노민혁 (클릭비).
- 12월 25일
  - 중화민국의 배우 계륜미.
  - 대한민국의 정당인 김지혜.
- 12월 26일
  - 대한민국의 방송인 원자현.
  - 일본의 가수 타카하시 유우.
- 12월 27일 - 대한민국의 전 리그 오브 레전드 프로게이머 박정석.
- 12월 28일 - 타이완의 배우, 가수, 모델 허쥔샹.
- 12월 29일 - 미국의 가수 니프 벅. (영 건즈)
- 12월 30일
  - 대한민국의 성우 신경선.
  - 대한민국의 싱어송라이터 나인.
  - 미국의 기업인, 프로그래머, 인스타그램 공동 창업자 케빈 시스트롬.
- 12월 31일
  - 대한민국의 야구 선수 신종길.
  - 대한민국의 힙합 프로듀서 에이조쿠.
  - 일본의 가수 이치이 사야카.
  - 네덜란드의 축구 선수 로빈 판페르시.

### 미상
- 대한민국의 국문학자, 교육자 김민섭.
- 대한민국의 가수 김병수.
- 대한민국의 모델 김자영.
- 대한민국의 배우 손지윤.
- 대한민국의 드라마본부, 프로듀서 이정미.
- 대한민국의 배우 이정혜.
- 대한민국의 배우 이태승.
- 대한민국의 트로트 가수 주찬.
- 대한민국의 소설가 박성호.
- 대한민국의 수영 선수 조희연.
- 대한민국의 미스코리아 김유리.
- 대한민국의 가수 김형준.
- 대한민국의 배우 송민서.
- 대한민국의 승마 선수 신수진.
- 대한민국의 촬영 감독 엄성탁.
- 대한민국의 화가 박이도.
- 대한민국의 디자이너 김주완.
- 대한민국의 모델 이수진.
- 대한민국의 가수 젬마.
- 미국의 싱어송라이터 니키 진.
- 미국의 모델 제이미 보처트.
- 중국의 배우 쉬하이차오.
- 중화인민공화국의 바둑 기사 리제.
- 캐나다의 아이스하키 선수 맷 라이언.
- 일본의 농구 선수 사토 다쿠야.
- 일본의 아이스하키 선수 사토 히로시.
- 제이슨 윌리엄스.

## 사망

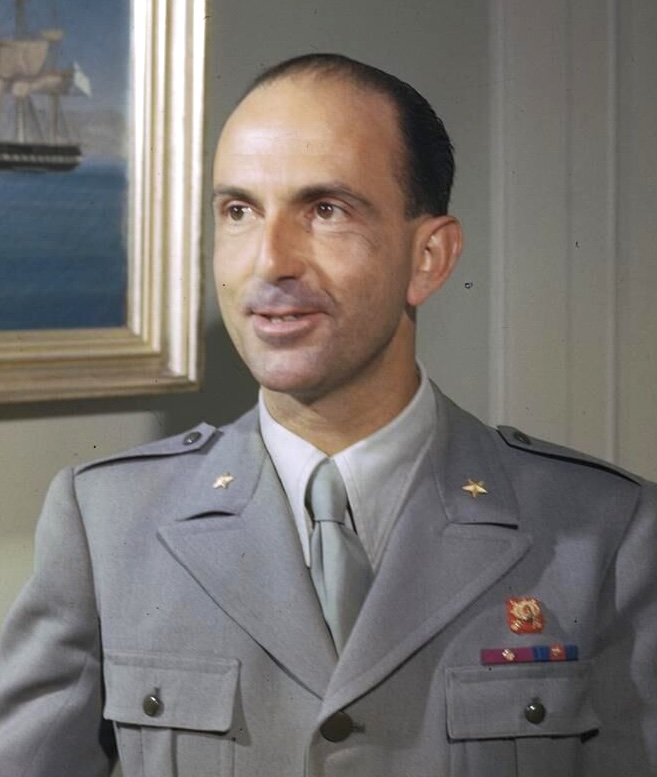
움베르토 2세

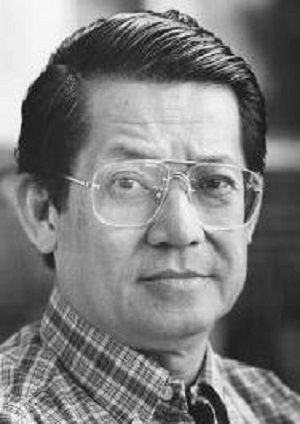
베니그노 아키노 2세

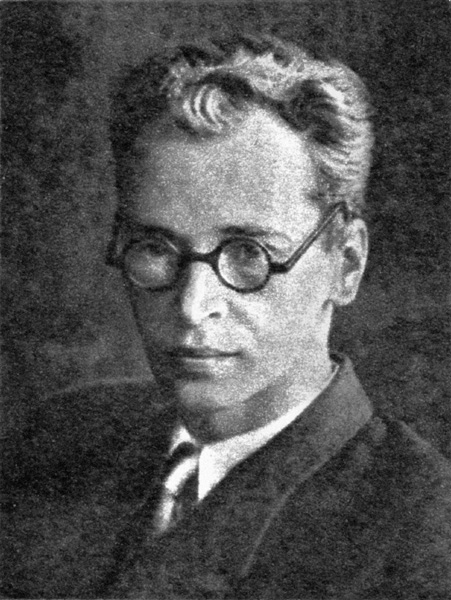
예지 안제예프스키

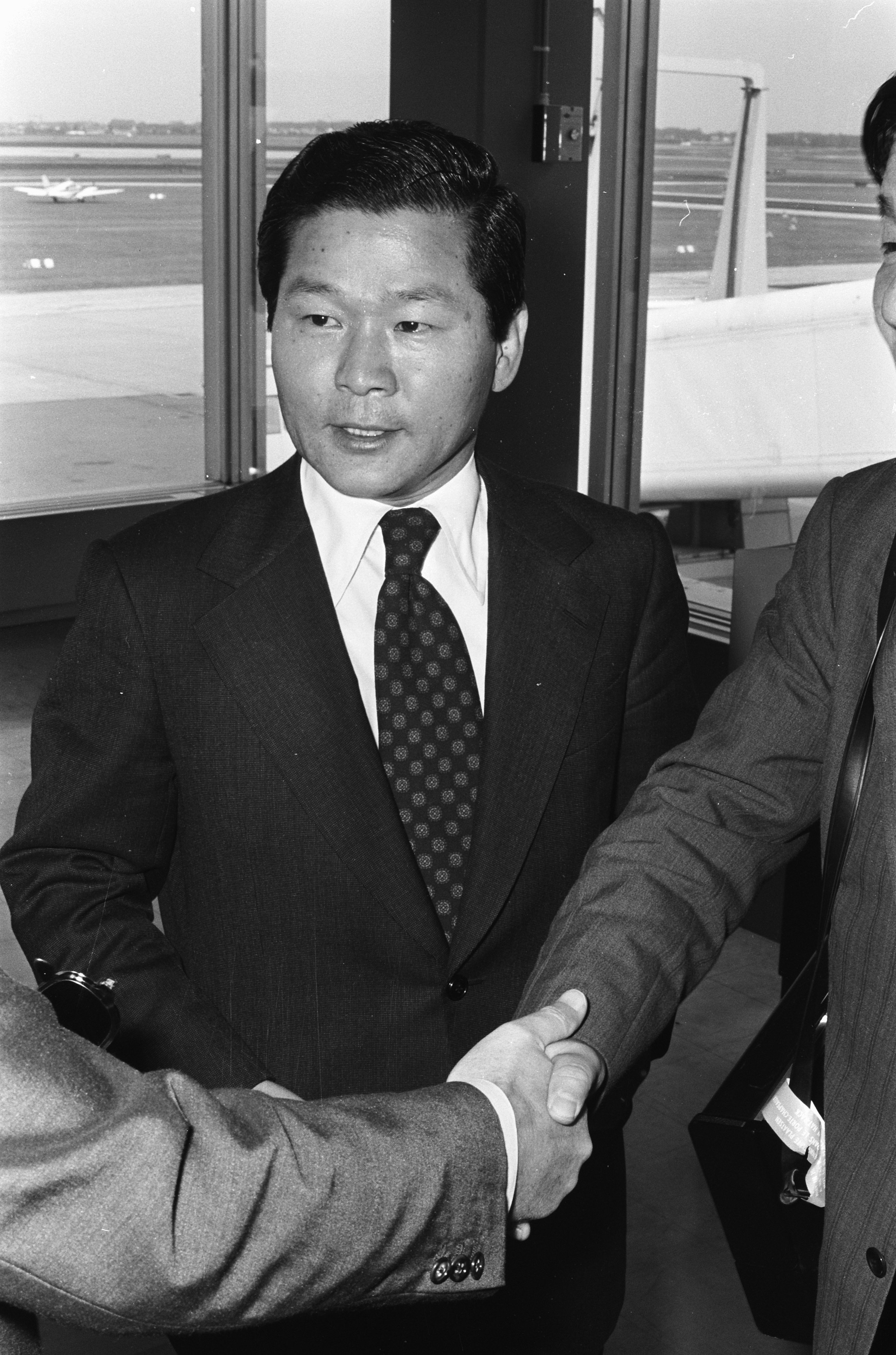
김동휘

### 1월
- 1월 2일 - 대한민국의 법조인 사광욱. (1909년~)
- 1월 4일 - 대한민국의 문학평론가 이헌구. (1905년~)
- 1월 9일
  - 대한민국의 정치인 박순천. (1898년~)
  - 대한민국의 관료 이선근. (1905년~)
  - 조선민주주의인민공화국의 정치인 강량욱. (1903년~)
- 1월 19일 - 브라질의 축구 선수 가린샤. (1933년~)
- 1월 24일 - 미국의 영화 감독 조지 큐커. (1899년~)
- 1월 25일 - 대한민국의 협객 이성순. (1916년~)

### 2월
- 2월 7일 - 미국의 사회학자 카를 C. 짐머만. (1897년~)
- 2월 10일 - 대한민국의 군인, 정치인 이종찬. (1916년~)
- 2월 25일 - 미국의 극작가 테네시 윌리엄스. (1911년~)

### 3월
- 3월 1일
  - 영국의 작가 아서 쾨슬러. (1905년~)
  - 미국의 정치인 밀드레드 팩스턴 무디. (1897년~)
- 3월 3일 - 벨기에의 만화가 에르제. (1907년~)
- 3월 9일 - 스웨덴의 생리학자, 연구원 울프 폰 오일러. (1905년~)
- 3월 18일 - 이탈리아 왕국의 제4대 국왕 움베르토 2세. (1904년~)

### 4월
- 4월 4일 - 미국의 배우 글로리아 스완슨. (1899년~)
- 4월 19일 - 폴란드의 작가 예지 안제예프스키. (1909년~)

### 5월
- 5월 5일 - 대한민국의 정치인 김봉조. (1907년~)
- 5월 14일 - 멕시코의 대통령 미겔 알레만 발데스. (1900년~)
- 5월 25일 - 리비아의 국왕 이드리스 1세. (1889년~)
- 5월 29일 - 대한민국의 정치인 권태희. (1907년~)

### 6월
- 6월 23일 - 대한민국의 기업인 장영근. (1897년~)
- 6월 25일 - 아르헨티나의 작곡가 알베르토 히나스테라. (1916년~)

### 7월
- 7월 1일 - 미국의 건축가 버크민스터 풀러. (1895년~)
- 7월 3일 - 대한민국의 정치인 유승준. (1910년~)
- 7월 4일 - 아일랜드의 연쇄 살인범 존 보드킨 애덤스. (1899년~)
- 7월 5일 - 대한민국의 향일운동가, 정치인 육홍균. (1900년~)
- 7월 29일 - 스페인의 영화 감독, 영화 각본가 루이스 부뉴엘. (1900년~)

### 8월
- 8월 21일 - 필리핀의 정치인 베니그노 아키노 2세. (1932년~)

### 9월
- 9월 3일 - 이탈리아의 경제학자 피에로 스라파. (1898년~)
- 9월 16일 - 대한민국의 문학평론가 정인섭. (1905년~)
- 9월 28일 - 대한민국의 군인 김동한. (1919년~)

### 10월
- 10월 9일
  - 대한민국의 외교관, 공무원 김동휘. (1932년~)
  - 대한민국의 공무원 김재익. (1938년~)
  - 대한민국의 외교관, 정치인 이범석. (1925년~)
  - 대한민국의 부총리 서석준. (1938년~)
  - 대한민국의 외교관 함병춘. (1932년~)
  - 대한민국의 정치인, 국회의원 심상우. (1938년~)
- 10월 11일 - 대한민국의 기업인 방대룡. (1938년~)
- 10월 17일 - 프랑스의 작가 레몽 아롱. (1905년~)

### 11월
- 11월 10일 - 스위스의 의리학자 펠릭스 블로흐. (1905년~)
- 11월 16일 - 대한민국의 정치인 이찬우. (1918년~)
- 11월 22일 - 대한민국의 교육인 황신덕. (1898년~)
- 11월 23일 - 우크라이나의 작가 미콜라 바잔. (1904년~)

### 12월
- 12월 5일 - 미국의 영화감독 로버트 올드리치. (1918년~)
- 12월 18일 - 대한민국의 정치인 송진백. (1905년~)
- 12월 25일 - 스페인의 미술가 호안 미로. (1893년~)
- 12월 27일 - 대한민국의 영화배우 김염. (1910년~)

## 노벨상
- 경제학상: 제라르 드브레 - 미국
- 문학상: 윌리엄 골딩 - 영국
- 물리학상: 수브라마니안 찬드라세카르, 윌리엄 A. 파울러 - 미국
- 생리학 및 의학상: 바바라 매클린톡 - 미국
- 평화상: 레흐 바웬사 - 폴란드
- 화학상: 헨리 타우비 - 캐나다

## 달력
| 1월 |    |    |    |    |    |    |
| 일  | 월 | 화 | 수 | 목 | 금 | 토 |
|     |    |    |    |    |    | 1  |
| 2   | 3  | 4  | 5  | 6  | 7  | 8  |
| 9   | 10 | 11 | 12 | 13 | 14 | 15 |
| 16  | 17 | 18 | 19 | 20 | 21 | 22 |
| 23  | 24 | 25 | 26 | 27 | 28 | 29 |
| 30  | 31 |    |    |    |    |    |

| 2월 |    |    |    |    |    |    |
| 일  | 월 | 화 | 수 | 목 | 금 | 토 |
|     |    | 1  | 2  | 3  | 4  | 5  |
| 6   | 7  | 8  | 9  | 10 | 11 | 12 |
| 13  | 14 | 15 | 16 | 17 | 18 | 19 |
| 20  | 21 | 22 | 23 | 24 | 25 | 26 |
| 27  | 28 |    |    |    |    |    |

| 3월 |    |    |    |    |    |    |
| 일  | 월 | 화 | 수 | 목 | 금 | 토 |
|     |    | 1  | 2  | 3  | 4  | 5  |
| 6   | 7  | 8  | 9  | 10 | 11 | 12 |
| 13  | 14 | 15 | 16 | 17 | 18 | 19 |
| 20  | 21 | 22 | 23 | 24 | 25 | 26 |
| 27  | 28 | 29 | 30 | 31 |    |    |

| 4월 |    |    |    |    |    |    |
| 일  | 월 | 화 | 수 | 목 | 금 | 토 |
|     |    |    |    |    | 1  | 2  |
| 3   | 4  | 5  | 6  | 7  | 8  | 9  |
| 10  | 11 | 12 | 13 | 14 | 15 | 16 |
| 17  | 18 | 19 | 20 | 21 | 22 | 23 |
| 24  | 25 | 26 | 27 | 28 | 29 | 30 |

| 5월 |    |    |    |    |    |    |
| 일  | 월 | 화 | 수 | 목 | 금 | 토 |
| 1   | 2  | 3  | 4  | 5  | 6  | 7  |
| 8   | 9  | 10 | 11 | 12 | 13 | 14 |
| 15  | 16 | 17 | 18 | 19 | 20 | 21 |
| 22  | 23 | 24 | 25 | 26 | 27 | 28 |
| 29  | 30 | 31 |    |    |    |    |

| 6월 |    |    |    |    |    |    |
| 일  | 월 | 화 | 수 | 목 | 금 | 토 |
|     |    |    | 1  | 2  | 3  | 4  |
| 5   | 6  | 7  | 8  | 9  | 10 | 11 |
| 12  | 13 | 14 | 15 | 16 | 17 | 18 |
| 19  | 20 | 21 | 22 | 23 | 24 | 25 |
| 26  | 27 | 28 | 29 | 30 |    |    |

| 7월 |    |    |    |    |    |    |
| 일  | 월 | 화 | 수 | 목 | 금 | 토 |
|     |    |    |    |    | 1  | 2  |
| 3   | 4  | 5  | 6  | 7  | 8  | 9  |
| 10  | 11 | 12 | 13 | 14 | 15 | 16 |
| 17  | 18 | 19 | 20 | 21 | 22 | 23 |
| 24  | 25 | 26 | 27 | 28 | 29 | 30 |
| 31  |    |    |    |    |    |    |

| 8월 |    |    |    |    |    |    |
| 일  | 월 | 화 | 수 | 목 | 금 | 토 |
|     | 1  | 2  | 3  | 4  | 5  | 6  |
| 7   | 8  | 9  | 10 | 11 | 12 | 13 |
| 14  | 15 | 16 | 17 | 18 | 19 | 20 |
| 21  | 22 | 23 | 24 | 25 | 26 | 27 |
| 28  | 29 | 30 | 31 |    |    |    |

| 9월 |    |    |    |    |    |    |
| 일  | 월 | 화 | 수 | 목 | 금 | 토 |
|     |    |    |    | 1  | 2  | 3  |
| 4   | 5  | 6  | 7  | 8  | 9  | 10 |
| 11  | 12 | 13 | 14 | 15 | 16 | 17 |
| 18  | 19 | 20 | 21 | 22 | 23 | 24 |
| 25  | 26 | 27 | 28 | 29 | 30 |    |

| 10월 |    |    |    |    |    |    |
| 일   | 월 | 화 | 수 | 목 | 금 | 토 |
|      |    |    |    |    |    | 1  |
| 2    | 3  | 4  | 5  | 6  | 7  | 8  |
| 9    | 10 | 11 | 12 | 13 | 14 | 15 |
| 16   | 17 | 18 | 19 | 20 | 21 | 22 |
| 23   | 24 | 25 | 26 | 27 | 28 | 29 |
| 30   | 31 |    |    |    |    |    |

| 11월 |    |    |    |    |    |    |
| 일   | 월 | 화 | 수 | 목 | 금 | 토 |
|      |    | 1  | 2  | 3  | 4  | 5  |
| 6    | 7  | 8  | 9  | 10 | 11 | 12 |
| 13   | 14 | 15 | 16 | 17 | 18 | 19 |
| 20   | 21 | 22 | 23 | 24 | 25 | 26 |
| 27   | 28 | 29 | 30 |    |    |    |

| 12월 |    |    |    |    |    |    |
| 일   | 월 | 화 | 수 | 목 | 금 | 토 |
|      |    |    |    | 1  | 2  | 3  |
| 4    | 5  | 6  | 7  | 8  | 9  | 10 |
| 11   | 12 | 13 | 14 | 15 | 16 | 17 |
| 18   | 19 | 20 | 21 | 22 | 23 | 24 |
| 25   | 26 | 27 | 28 | 29 | 30 | 31 |

### 음양력 대조 일람
| 음력월 | 월건 | 대소 | 음력 1일의 양력 월일 | 음력 1일 간지 |
| ------ | ---- | ---- | -------------------- | ------------- |
| 1월    | 갑인 | 대   | 2월 13일             | 임신          |
| 2월    | 을묘 | 소   | 3월 15일             | 임인          |
| 3월    | 병진 | 대   | 4월 13일             | 신미          |
| 4월    | 정사 | 소   | 5월 13일             | 신축          |
| 5월    | 무오 | 소   | 6월 11일             | 경오          |
| 6월    | 기미 | 대   | 7월 10일             | 기해          |
| 7월    | 경신 | 소   | 8월 9일              | 기사          |
| 8월    | 신유 | 소   | 9월 7일              | 무술          |
| 9월    | 임술 | 대   | 10월 6일             | 정묘          |
| 10월   | 계해 | 소   | 11월 5일             | 정유          |
| 11월   | 갑자 | 대   | 12월 4일             | 병인          |
| 12월   | 을축 | 대   | 1984년 1월 3일       | 병신          |